# Gellin
 Gellin  es una comuna y población de Francia, en la región de Franco Condado, departamento de Doubs, en el distrito de Pontarlier y cantón de Mouthe.
Su población en el censo de 1999 era de 155 habitantes.
Está integrada en la Communauté de communes des Hauts du Doubs .

## Demografía
| 112 | 113 | 79 | 74 | 93 | 155 |
| Para los censos de 1962 a 1999 la población legal corresponde a la población sin duplicidades (Fuente: INSEE [Consultar]) |     |    |    |    |     |